# 박길성
박길성(朴吉聲, 1957년 5월 9일~)은 대한민국의 사회학자이다.
현재 고려대학교 문과대학 사회학과 교수로 재직 중에 있으며, 2019년도 한국사회학회 회장으로 활동하고 있다.

## 약력
고려대 사회학과, 동 대학원 석사를 졸업하고 1988년 미국 위스콘신-메디슨대학교에서 박사학위를 받았다. 92년부터 고려대 문과대학 사회학과에서 조교수ㆍ부교수를 역임하고 2000년 정교수로 임용되었다. 고려대 교육부총장, 고려대 문과대학장, 대통령 자문 고령화 및 미래사회 위원회 전문위원, 한국비교사회학회장, 한국사회학회 부회장, 세계한류학회장, 미국 워싱턴-세인트루이스대학교 방문교수 등을 지냈다. 현재 박길성은 고려대학교 문과대학 사회학과 교수이자 미국 유타주립대학교 사회학과 겸임교수로 재직중이다.

## 저서
- 《한 사회학자의 어떤 처음》, 나남, 2020
- 《전염의 상상력》, 나남(공저), 2017.
- 《페어 소사이어티: 기회가 균등한 사회》, 한국경제신문사(공저), 2011.
- 《한국인의 갈등의식 : 2007년 한국인의 갈등의식 조사 결과 분석》, 고려대학교 출판부(공저), 2009.
- 《IMF 10년, 한국 사회 다시 보다》, 나남출판, 2008.
- 《21세기 한국의 기업과 시민사회》, 굿인포메이션(공저), 2007.
- 《한국사회 권력이동》, 굿인포메이션(공저), 2006.
- 《한국사회 어디로가나》, 굿인포메이션(공저), 2005.
- 《현대한국인의 세대경험과 문화》, 집문당(공저), 2005.
- 《경제사회구조와 복지》, 소화(공저), 2004.
- 《한국사회의 재구조화 : 강요된 조정, 갈등적 조율》, 고려대학교출판부, 2003.
- 《불평등한 세계를 바라보는 123가지 방법》, 문화디자인(윤상우 공역), 2003.
- 《현대사회학》(제4판), A. Giddens. Sociology, 을유문화사(공역), 2003.
- 《아시아 태평양지역의 환경문제, 환경운동 및 환경정책》, 서울대학교출판부(공저), 2002.
- 《현대 한국사회의 계층구조》, 집문당(공저), 2001.
- 《한국사회의 계급연구》, 아르케(공저), 1999.
- 《정보정책론》, 나남(공저), 1997.
- 《세계화: 자본과 문화의 구조변동》, 사회비평사, 1996.
- 《현대사회의 구조와 변동》, 사회비평사(공저), 1996.
- 《동남아시아의 사회계층: 5개국 비교연구》, 고려대학교 출판부(공저), 1996.
- 《중국조선족의 사회발전과 한중관계의 위상》, 아산사회복지사업재단(공저), 1995.
- 《신경제사회학의 이해》, 역사비평사(공편), 1994.
- 《Sociology(현대사회학)》, 을유문화사(공역), 1994.
- 《오늘의 한국사회》, 나남(공편), 1993.

## 같이 보기
- 사회학자 목록
- 경제사회학